# 昭文新报
《昭文新报》在1873年8月8日（清同治十二年闰六月十六日）於汉口创刊（武汉市），主办人是艾小梅。在《羊城采心实录》失载的情况下，《昭文新报》是中国人在汉所办的第一家报纸，也被认为是由中国人自办的最早的一份近代化报刊。
中国现代著名新闻学家戈公振曰：“我国人自办之日报，开其先路者，实为《昭文新报》。”

晚清思想家王韬曰：“我国民报之产生，当以同治十二年在汉口出版之《昭文新报》为最早。”

## 背景
资本主义的入侵和外国人的办报活动强烈刺激了中国人，特别是一些知识分子和有识之士，他们在与外国人的交往中，逐渐认识了报纸的重要性。早在1839年，林则徐在广州禁烟时就设立了翻译馆，出版外文“澳门新闻报”并加以精选后编成《澳门月报》呈送给道光皇帝。太平天国后期卓越的政治家洪仁歼在他的《资政新篇》中指出了设新闻馆、新闻官、“富民”集资报办的思想，成为我国近代报刊思想的第一位奠基人。中国民族资产阶级的办报言论，必将付诸具体的办报活动。这个时期，国人自办汉文报刊的条件业已具备。中国民族资本近代工业和民族资产阶级，是在十九世纪六、七十年代开始产生的。与此同时，民族资本近代报刊也先后在广州、汉口、上海等城市出现。

## 特点
《昭文新报》是依照当时香港、上海报纸的形式创办起来的。活字木刻。

该报属独资经营。
初为日报，装订如书册状用白鹿纸印刷三个月后以阅者较少而改为五日刊内容以奇闻轶事，诗文杂作为主。

《昭文新报》主要刊登趣事、诗词类的文章，而非传播政治。慈禧也允许其办报，没有对民间办报活动进行干预。

## 发行
《昭文新报》刚一出版，上海《申报》便在1873年8月13日出版的第397号第二页（版）上刊载“汉口创设昭文新报馆”这一则消息，予以热情推介：“汉镇创设昭文新报馆，盖亦仿香港、上海之式而作者也。今承该馆邮致十六日报，得窥压略，兼识例言，读之不胜雀跃。查新报之设，创于泰西，所以使下情能达，时事周知也。倘能于各行省及大都会之处，遍设此馆，则南北不至有风尚之殊，山泽不至有情事之隔，将来汇而存之。”

中国人在内地各城市出版的报纸很少有长命的，《昭文新报》因销路不畅，出版不到一年便停刊。

此报现已失传。

## 意义
改良派办报前，外国人垄断了中国的新闻事业。《昭文新报》虽然发行时间不久，但其创刊后中国人自己办的报刊越来越多。十九世纪九十年代形成了办报高潮，中国人自办的汉文报刊逐渐成为中国主要的新闻传播工具。该报的创刊具有广泛的社会影响，标志着中国近代报刊事业的开始。